# Batrachorhina postmaculata
Batrachorhina postmaculata är en skalbaggsart som beskrevs av Stefan von Breuning 1957. Batrachorhina postmaculata ingår i släktet Batrachorhina och familjen långhorningar.
Artens utbredningsområde är Madagaskar. Inga underarter finns listade.